# Danuriella irregularis
Danuriella irregularis är en bönsyrseart som beskrevs av John Obadiah Westwood 1889. Danuriella irregularis ingår i släktet Danuriella och familjen Mantidae. Inga underarter finns listade i Catalogue of Life.